# Johannes VI. (Byzanz)

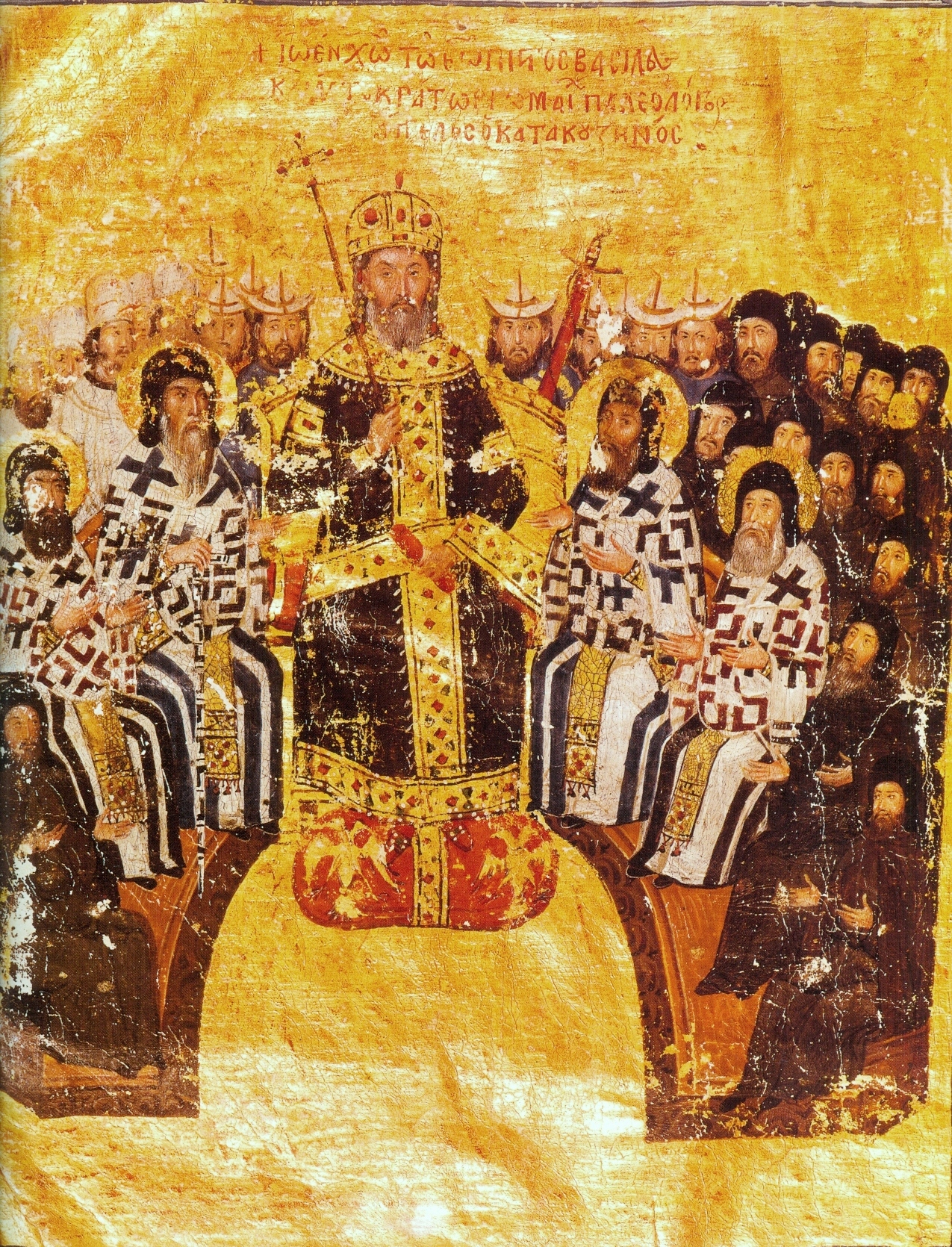
Johannes VI. Kantakuzenos

Johannes VI. Kantakuzenos (mittelgriechisch Ἰωάννης ΣΤ′ Καντακουζηνός, * ca. 1295 in Konstantinopel; † 15. Juni 1383 in Mistra) war byzantinischer Kaiser von 1341 bzw. 1347 bis 1354. Er stammte aus der einflussreichen Familie Kantakuzenos und betätigte sich auch als Geschichtsschreiber sowie als Verfasser einer anti-islamischen Polemik.

## Leben
Mütterlicherseits mit der Dynastie der Palaiologen verwandt, wurde er bei der Thronbesteigung von Andronikos III. 1328 als oberster Verwalter der Staatsgeschäfte eingesetzt. Beim Tod des Kaisers 1341 blieb Kantakuzenos Regent für den neunjährigen Johannes V.
Von der Kaiserin verdächtigt und in Opposition zu einer mächtigen Hofpartei stehend, rebellierte er und ließ sich in Didymoticho in Thrakien zum Kaiser krönen, während Johannes V. und seine Anhänger in Konstantinopel blieben. Es brach ein sechsjähriger Bürgerkrieg aus, in denen die Parteien die Hilfe der Serben und Osmanen in Anspruch nahmen und Söldner aus aller Herren Länder anheuerten. Dank türkischer Unterstützung konnte Kantakuzenos den Krieg zu seinen Gunsten entscheiden.
1347 zog er im Triumph in Konstantinopel ein und zwang seine Gegner zu einer Übereinkunft, durch die er Mitkaiser neben Johannes V. und alleiniger Regent während dessen Minderjährigkeit wurde. Teil dieser Übereinkunft war die Verheiratung Johannes’ V. mit einer der Töchter seines Regenten.
In dieser Zeit wurde das Reich, ohnehin schon instabil und auf ein relativ kleines Territorium beschränkt, von allen Seiten unter Druck gesetzt. Es kam zu Kriegen mit Genua, das eine Kolonie in Galata hatte, und den Serben, die ein ausgedehntes Reich an der Nordwestgrenze aufbauten. Zudem gab es die gefährliche Allianz mit den Türken, die 1352 ihren ersten Brückenkopf auf europäischem Boden in Gallipoli, Thrakien, eroberten und damit die Kontrolle über die Dardanellen erlangten: Kantakuzenos hatte ausländische Hilfe angeworben, und als er die Söldner nicht bezahlen konnte, war das für sie der willkommene Anlass, eine Stadt zu beschlagnahmen. 1354 wurde er zur Abdankung gezwungen; ihm folgte nun Johannes V. nach.

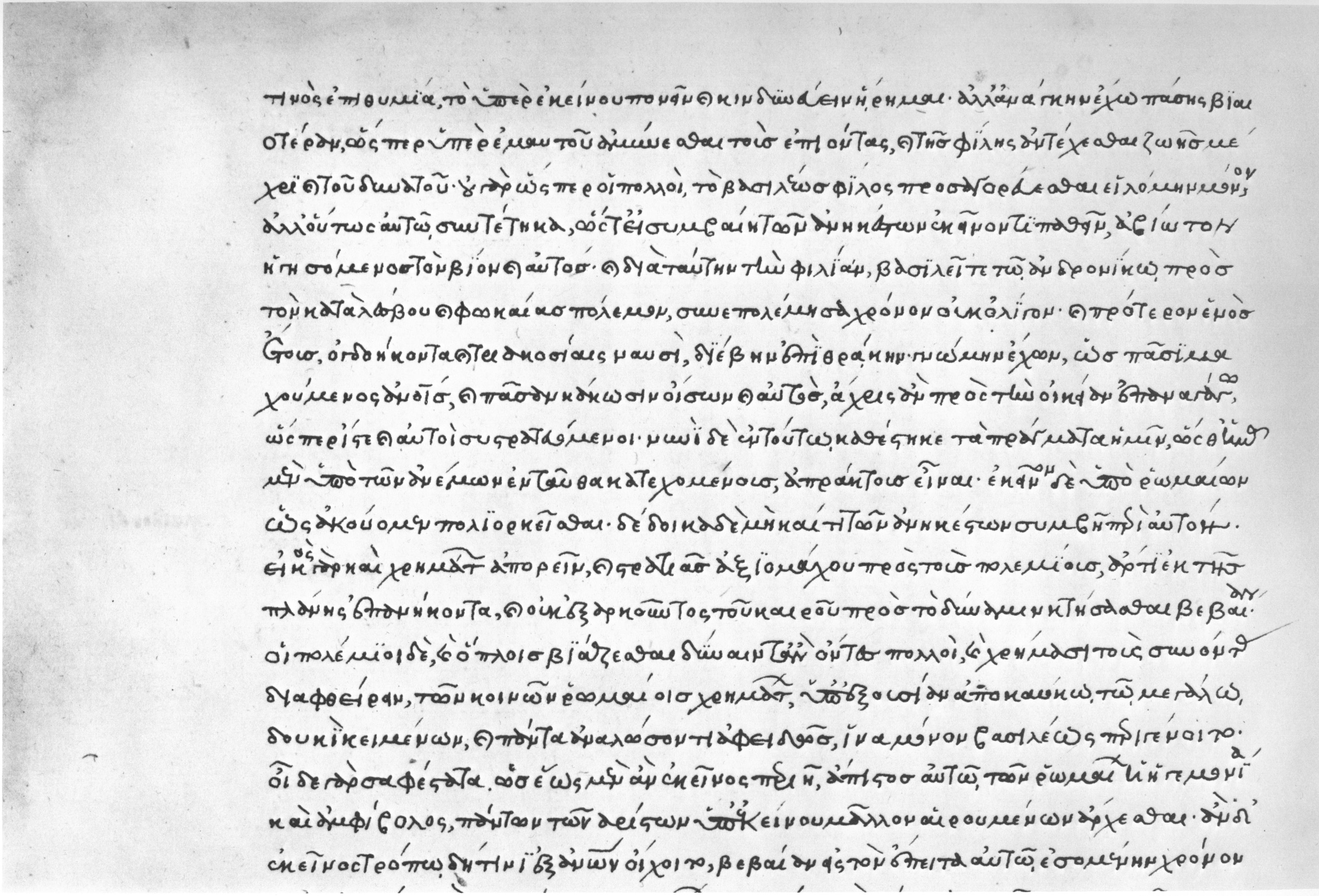
Das Geschichtswerk des Kantakuzenos in der 1369 geschriebenen Handschrift (Florenz, Biblioteca Medicea Laurenziana, Plut. 9,9, fol. 235v)

Kantakuzenos, der ein Anhänger des Hesychasmus war, dessen Anerkennung er 1351 auf einer Synode durchgesetzt hatte, zog sich in das Kloster St. Georg in Mangana zurück, wo er den Namen Joasaph Christodolos annahm, und befasste sich mit Schriftarbeiten. Als Theologe wurde er 1367 von Johannes V. dazu berufen, mit den Gesandten von Papst Urban V. über eine Kirchenunion zu verhandeln. Dabei strich Kantakuzenos heraus, dass nach orthodoxem Verständnis in Glaubensfragen, auch Häretikern gegenüber, kein Zwang herrschen dürfe. Er starb auf der Peloponnes und wurde von seinen Söhnen in Mistra in Lakonien begraben. Seine Geschichte in vier Büchern behandelt die Jahre 1320 bis 1356. Als Apologie seiner eigenen Handlungen muss sie mit Vorsicht gelesen werden; sie kann durch die Arbeit eines Zeitgenossen, Nikephoros Gregoras, ergänzt und korrigiert werden. Das Werk ist gut zusammengestellt und homogen, die Ereignisse drehen sich um den Hauptakteur (in Person des Autors), sind aber teilweise fehlerhaft dargestellt bei Themen, mit denen er nicht direkt zu tun hatte.

## Schriften
- Ioannis Cantacuzeni imperatoris historiarum libri IV. Ed. Ludwig Schopen. Drei Bände, Bonn 1828–1832.
- Johannes Kantakuzenos: Geschichte. Übersetzt und erläutert von Georgios Fatouros und Tilman Krischer. 3 Bände. Anton Hiersemann Verlag, Stuttgart 1982–2011, ISBN 978-3-7772-8221-3, ISBN 978-3-7772-8628-0, ISBN 978-3-7772-1112-1.
- Johannes Kantakuzenos: Christentum und Islam. Apologetische und polemische Schriften. Griechisch-deutsche Textausgabe von Karl Förstel (Corpus Islamo-Christianum, Series Graeca, 6), Oros Verlag, Altenberge 2005.